# チャールズ・フラー・ベーカー

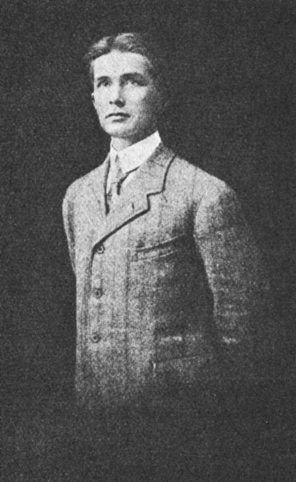
チャールズ・フラー・ベーカー

チャールズ・フラー・ベーカー（Charles Fuller Baker、1872年3月22日 - 1927年7月22日）はアメリカ合衆国の昆虫学者、農学者である。

## 略歴
ミシガン州のランシングで生まれた。ミシガンの農学校で学んだ後、コロラド農学校のジレット（Clarence Preston Gillette）の助手となった。植物や昆虫の収集と研究を始め、ジレットとともにコロラドの半翅目（カメムシなど）の著作を行った。1893年にシカゴで行われた万国博覧会で森林学とコロラドの動物に関する展示の責任者を務め、1897年から1899年の間はアラバマ工科大学で働いた。この時期H.H.スミス（Herbert Huntington Smith）のコロンビアのサンタ・マルタ山地の調査探検に参加した。
セントルイスで高校の教師をした後、スタンフォード大学で1903年に学位（MSc）を取得した。A.J.クックに招かれてポモナ・カレッジの助教授に任じられたが、1年後にキューバに渡り、サンティアゴ・デ・ラス・ベガスの農業試験場の植物学部長となり1907年までその仕事を続けた。その後、ブラジルに移りゴエルディ・パラ博物館の植物園の学芸員になり、ブラジルの植物、昆虫標本のコレクションを作り上げ、1908年にポモナ・カレッジに戻った。ポモナ・カレッジでは、昆虫学や農学の学術誌の創刊などにかかわったが、1911年にA.J.クックがカリフォルニア園芸委員会に移動した後、ポモナ・カレッジを離れ、フィリピンで農業大学を設立したエドウィン・ビンガム・コープランドの招きに応じて、マニラ大学の農学の教授に就任した。2年ほどシンガポール植物園で働いた以外はフィリピンで働き、昆虫などのコレクションを作り上げた。
晩年は健康を害し、アメリカに戻り、研究に専念することを望み、かつての教え子のクロフォード（David L. Crawford）が学長を務めるハワイ大学での職が決まった数日後にフィリピンで病没した。
膨大な標本を残し、昆虫標本はアメリカの国立自然史博物館やフィリピン大学などに収められた。

## 著作
- Clarence Preston Gillette, Charles Fuller Baker. 2009. "A Preliminary List of the Hemiptera of Colorado"  ISBN 1179143965
- Charles Fuller Baker. 2009."A Revision of the American Siphonaptera, Or Fleas, Together with a Compete List and Bibliography of the Group" ISBN 115004134X